# Волинське намісництво
Воли́нське намі́сництво (рос. Волынское наместничество) — адміністративно-територіальна одиниця в Російській імперії в 1793 — 1796 роках. Адміністративний центр — Заслав (до 1795) і Новоград-Волинський (після 1795). Створене 24 квітня 1793 року як Засла́вське намі́сництво (рос. Изяславкое наместничество) на основі Волинського і частини Київського воєводства. Складалося з 13 повітів. 1795 року перейменоване на Волинське. 23 грудня 1796 року перетворене на Волинську губернію.

## Історія

### Заславське намісництво
Заславське намісництво було утворене указом імператриці Катерини ІІ від 13 (24) квітня 1793 року. Воно займало територію східної Волині і було назване за іменем міста Заслав. До намісництва увійшли землі ліквідованих Волинського воєводства і північні частини Київського воєводства. Резиденція генерал-губернатора розташовувалася в містечку Лабунь Заславського повіту.
У межах намісництва було залишено чинність польського законодавства, зокрема Литовського статуту. Ліквідовувалися лише найбільш застарілі середньовічні правові норми, скасовувалася смертна кара. Більшість місцевих чиновників залишалася на державній службі. Вищі щаблі адміністративної влади зайняли російські чиновники.

### Волинське намісництво
5 (16) липня 1795 року Заславське намісництво перейменували на Волинське. Адміністративний центр перенесли до міста Звягель, яке з цієї нагоди перейменоване на Новоград-Волинський (тимчасово його адміністративні установи були розташовані у Житомирі).

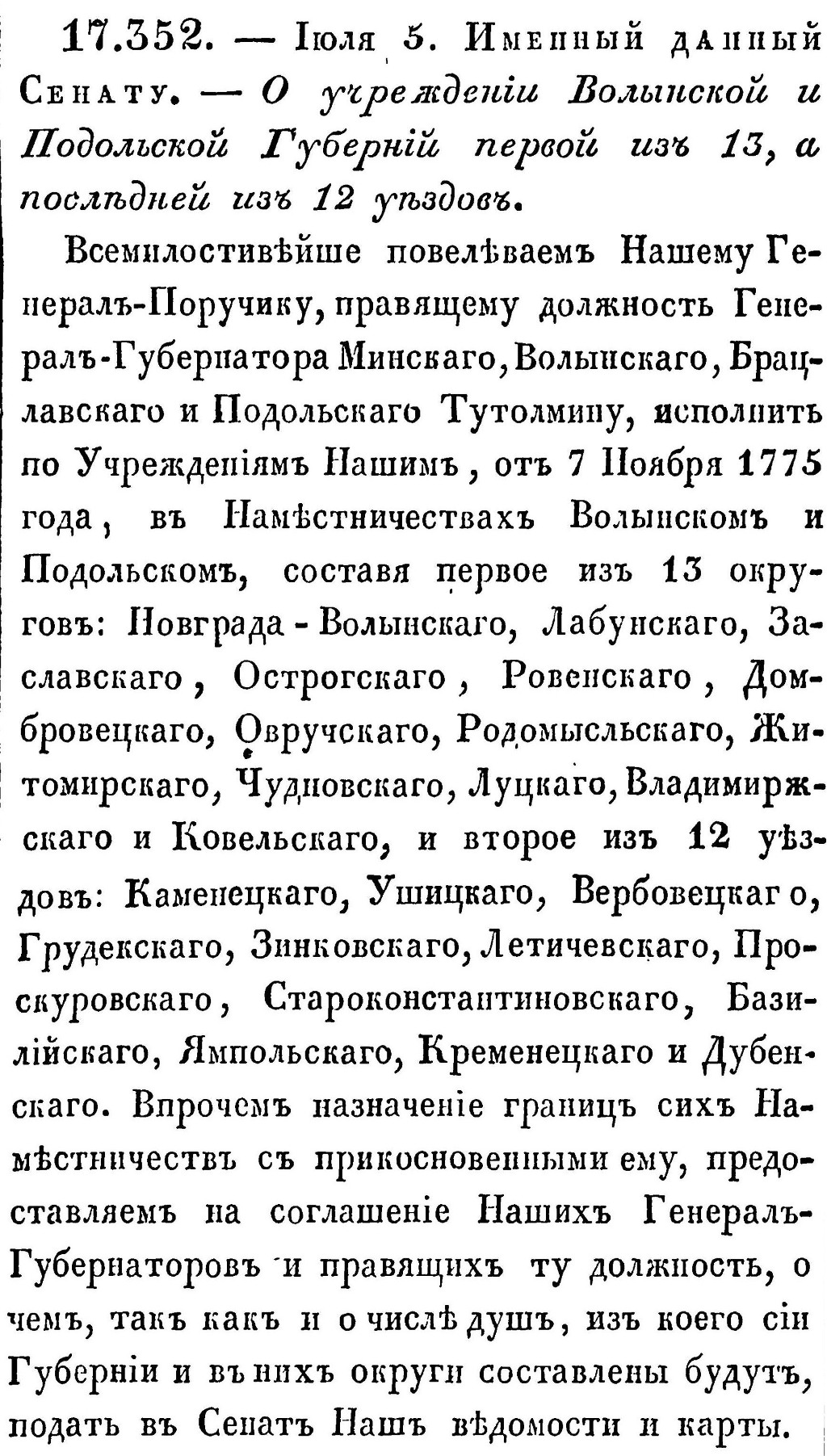
Імператорський указ № 17.352 «Про заснування Волинської та Подільської губерній»

Царат проводив тут посилену політику русифікації та уніфікації, намагаючись привести новоприєднані землі до цілковитої відповідності з устроєм великоросійських губерній «в усіх галузях життя». Намісник підпорядковувався мінському, волинському і подільському генерал-губернаторові.
У ході впровадження на українських землях імперських структур влади Волинське намісництво, відповідно до указу імператора Павла I від 12 (23) грудня 1796 року, ліквідовано. Територію Радомисльського повіту включено до Київської губернії, решту повітів — до новоствореної Волинської губернії.

## Адміністративний поділ
1. Володимирський
2. Домбровицький повіт
3. Житомирський повіт
4. Заславський повіт
5. Ковельський повіт
6. Лабунський повіт
7. Луцький повіт
8. Новоград-Волинський повіт
9. Овруцький повіт
10. Острозький повіт
11. Рівненський повіт
12. Радомисльський повіт
13. Чуднівський повіт

## Генерал-губернатори
- Михайло Кречетніков
- Тимофій Тутолмін
- Василь Шереметєв